# Tricholestes criniger
Tricholestes criniger е вид птица от семейство Pycnonotidae, единствен представител на род Tricholestes.

## Разпространение
Видът е разпространен в Бруней, Индонезия, Малайзия, Мианмар и Тайланд.